# باسمنج

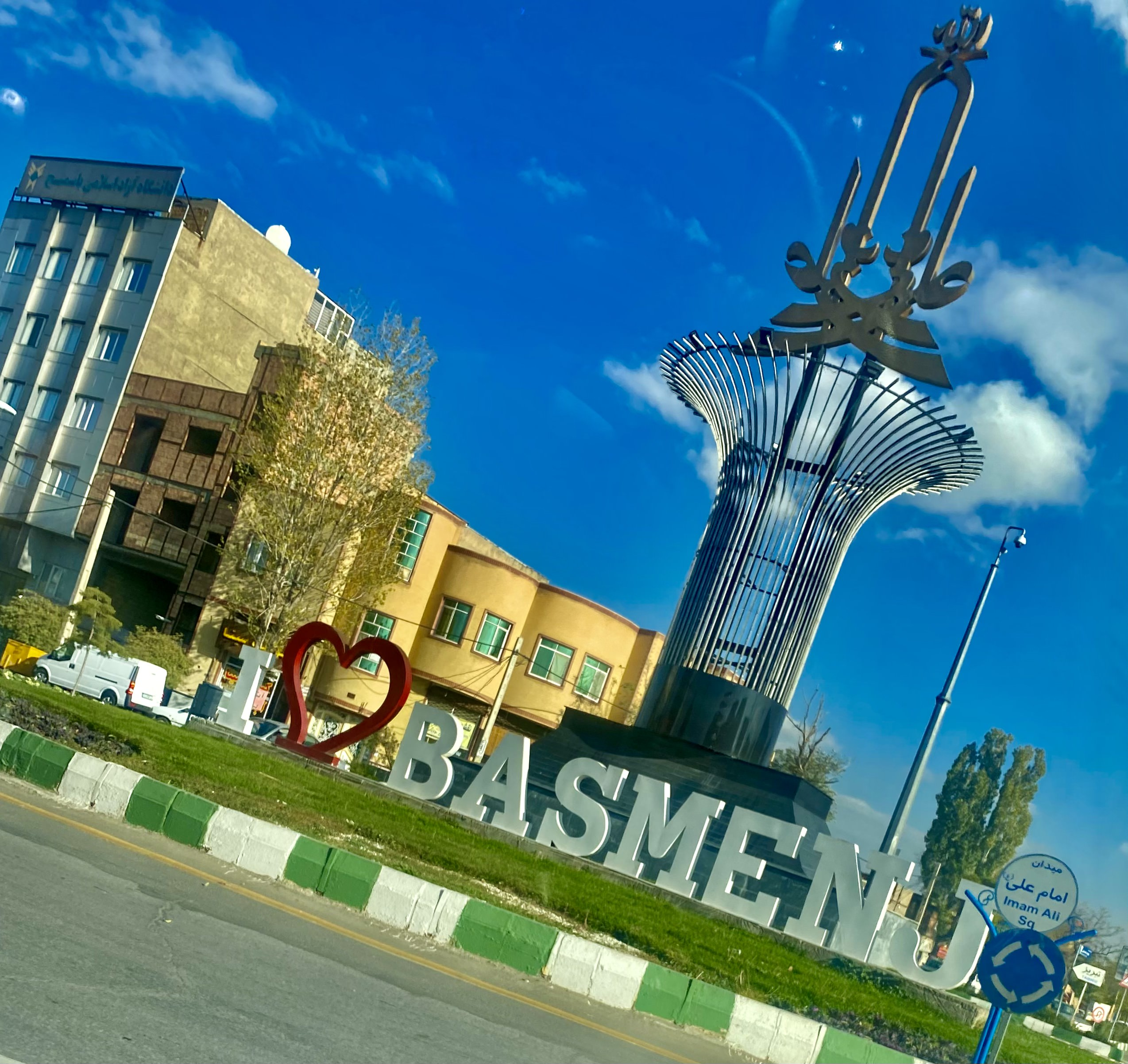
میدان امام علی باسمنج

باسمِنْج شهری در بخش باسمنج شهرستان تبریز استان آذربایجان شرقی ایران است. با ایجاد بخش باسمنج در تاریخ ۲۷ تیر ۱۴۰۰، این شهر صاحب نهاد بخشداری شده و به عنوان مرکز اداری بخش باسمنج شناخته شد.
باسمنج در ۱۰ کیلومتری جنوب شرق مرکز استان قرار گرفته است و با ۱۲٬۶۹۲ نفر جمعیت در سال ۱۳۹۵ خورشیدی، بیست و دومین شهر آذربایجان شرقی از نظر جمعیتی محسوب می‌شود. پیش‌تر الحاق باسمنج به تبریز مطرح شده بود و در همین راستا جادهٔ مواصلاتی این شهر و مرکز استان تعریض گردید و شهرک آینده دار خاوران، در این جاده قرار دارد. شورای اسلامی تبریز نیز این طرح را تصویب کرده و آن را جهت اجرا به فرمانداری این شهرستان ارسال کرده بود. اما با ارتقای باسمنج به مرکزیت بخش، الحاق آن به تبریز منتفی شد.

## نام
شکل اصلی نام این محل، وهوسپنگ بوده است و «وُهو سپَنگهه» در زبان‌های ایرانی باستان به معنی «آسایشگاه خوب» است. از قرن هشتم به بعد، نام این روستا به‌صورت‌های «وهوسفنج»، «فهوسفنج»، «اوسبنج» و «اسفنج» در بعضی متون دیده می‌شود. باسمنج هم تغییریافته همین نام است.
به نوشتهٔ رشیدالدین فضل‌الله در دورهٔ او، قریهٔ اوسبنج مشهور به ترک‌دیه از دیه‌های ناحیهٔ مهران‌رود شمرده می‌شد و حدودش متصل به شارع خراسان و به اراضی زرنق و شادباد علیا و شارع قریهٔ مرده‌ناب و فتح‌آباد بود. در یکی از قباله‌های مربوط به سال ۹۸۷ هجری از همنام آن -مزرعه یا ده اُسفنج- در ناحیهٔ بروانان (بخش ترکمانچای) نام برده‌شده است. در منابع تاریخی دورهٔ صفویان نیز نام فهوسفنج آمده است. به نوشتهٔ اسکندرمنشی در سال ۹۸۹ هجری، شاه محمد خدابنده از سعیدآباد کوچ کرد و وارد فهوسفنج شد.

## پیشینه
در زمان سلطان محمد خدابنده در جنگ میان قزلباش‌ها و سپاهیان امپراتوری عثمانی در کنار رود فهوسفنج، عثمانی‌ها شکست خوردند و عقب‌نشینی کردند. شاه عباس یکم که در سال ۹۹۸ هجری بر اثر صلح با عثمانی، قسمت‌هایی از آذربایجان و شیروان و بنادر دریای خزر و کردستان و لرستان (متصرفات عثمانی‌ها در فاصلهٔ سال‌های ۹۸۵ و ۹۹۸ هجری) را به آن دولت واگذار کرده بود، در سال ۱۰۱۲ هجری برای بازپس‌گیری آذربایجان از عثمانی‌ها، پیش از ورود به تبریز و پس از اقامت در کاروانسرای شبلی، وارد فهوسفنج شد. در سال ۱۰۲۷ هجری، قوای عثمانی به سرداری خلیل پاشا، شهر تبریز و در پی آن قریهٔ فهوسفنج را تسخیر نمودند.
در جنگ‌های ایران و روس در زمان فتحعلی‌شاه قاجار، قشون روس پیش از معاهدهٔ ترکمانچای باسمنج را تصرف کرند؛ ولی پس از مدتی عقب نشست. به نوشتهٔ اعتمادالسلطنه در ۱۹ شوال سال ۱۲۶۴ هجری، ناصرالدین‌شاه قاجار با اردویی مرکب از ۱۰ هزار نفر از تبریز بیرون آمد و وارد باسمنج شد و در سفر به اروپا (از راه میانه - باسمنج) وارد تبریز شد.
به نوشتهٔ عبدالعلی ادیب‌الملک در دورهٔ ناصری، باسمنج یک حمام و دو مسجد و هفت خانوار رعیت و ده دکان داشت و مالیات دیوانی آن به ۱۶۰ تومان می‌رسید. باسمنج در جریان جنگ‌های انقلاب مشروطیت و لشکرکشی قوای دولتی به‌آذربایجان، به لحاظ موضع سوق‌الجیشی، مدتی مقر حکم‌فرمایی عین‌الدوله بود و میان قوای ستارخان و قشون دولتی، بارها در آن‌جا زدوخورد روی داد. این شهر بعدها مرکز بلوک مهران‌رود شد و جادهٔ تبریز-بستان‌آباد از وسط آن می‌گذشت.
مسجد 《امین آباد》از آثار باقی مانده از دوران حکومت آق قویونلو‌ها در این شهر است که در شهریور ماه سال ۱۳۹۸ بازسازی و مرمت شد.

## مردم
در گذشته، کشاورزی و دامداری از کارهای پررونق و سودآور مردم این شهر محسوب می‌شد که در ۳۰ سال اخیر، به علت تأمین آب مشروب شهر تبریز از سفره‌های زیرزمینی منطقهٔ باسمنج، این مشاغل رونق خود را از دست داده‌اند. امروزه عدهٔ کثیری از اهالی این شهر، در کارخانجات صنعتی شهر تبریز فعال هستند و کارهای قدیمی از رونق افتاده‌اند. مردم شهر باسمنج شیعه هستند و در مراسمات عزاداری به خوبی ارادت خود را به امامان نشان می‌دهند. شبیه خوانی روز عاشورا در این شهر از استقبال مردم تبریز بهرمند می‌شود. کشتی‌گیر معروف پرویز هادی متولد این شهر می‌باشد.

## گردشگری
به خاطر سرسبزی و وجود چشم‌اندازهای طبیعی در کناره‌های رودخانهٔ مهران‌رود، در محور باسمنج به روستای سفیده‌خوان و آب و هوای مناسب و همچنین نزدیک‌بودن این شهر به مرکز استان، در سال‌های اخیر این منطقه از نظر گردشگری اهمیت خاصی پیدا کرده است؛ به طوری که در چند سال گذشته ساخت و ساز ویلاها و سایر مکان‌های تفریحی در کناره‌های رودخانهٔ مهران‌رود چند برابر شده است.

## توسعه شهر
به منظور اسکان سرریز جمعیت تبریز و تصمیم مسئولان امر برای احداث شهرک‌های مسکونی از جمله شهرک‌های آذران، خاوران و مهران‌شهر در مابین حوزهٔ استحفاظی شهرداری‌های تبریز و باسمنج، بر اهمیت این شهر افزوده شده است. چرا که با شروع ساخت و ساز در این ۳ شهرک، شهر باسمنج به مرکز استان آذربایجان شرقی متصل خواهد شد و به‌عنوان یکی از مناطق شهرداری تبریز شناخته خواهد شد. ولی به‌دلیل برخی مشکلات، از جمله طرح تبدیل شهر باسمنج به مرکز بخش، مجوز ساخت و ساز در این شهرک‌های ۳گانه از سوی مقامات استانی و کشوری صادر نمی‌شود.

## رونق شهر
قبل از احداث جادهٔ جدید تبریز - تهران، راه پایتخت از داخل این شهر می‌گذشت که رونق خوبی هم به شهر داده بود. اما مردم آن زمان باسمنج اجازه عبور جاده را ازشهرباسمنج ندادندکه خود دلیل اصلی پیشرفت نکردن باسمنج می‌باشد. و پس از راه‌اندازی جادهٔ جدید اززمینهای کرکج، شهر باسمنج از توسعه مطلوب بازمانده است. ولی با افتتاح آزادراه تبریز - زنجان - تهران که از حاشیهٔ جنوبی این شهر می‌گذرد، شهر باسمنج هیچ راه ارتباطی با اتوبان ندارد و فاقدورودی و خروجی است و برای تردد در اتوبان باید با چندین کیلومتر رانندگی از طریق خروجی پلیس راه تهران تبریز به اتوبان دسترسی پیدا کنند که از نقاط قابل تأمل و بسیار مهم است امیدواریم با تمهیدات لازم شهرداری باسمنج، این منطقه بار دیگر از رونق خوبی برخوردار شود.

## محصولات
خیار باسمنج از نظر طعم و مزه بهترین خیار تولید کشور محسوب می‌شود که در گذشته قسمت عمدهٔ آن به خیارشور تبدیل می‌شد. ولی در سال‌های اخیر به علت کاهش شدید تولید، ازشهرهای دیگرمخصوصاهمدان تمامی خیارلازم رابرای تولید خیارشور تأمین می‌نمایند
خیارشور باسمنج و پنیر لیقوان از مهم‌ترین محصولات تولیدی و تجاری این بخش به‌شمار می‌رود.

## روستاها
- آرپادره‌سی
- اسپرج‌خون
- استیار
- اسکندر
- باغ یعقوب
- بیرق
- جانقور
- حاج عبدال
- دیزج لیلی‌خانی
- زرنق
- شادباد علیا
- طویقون
- کلوکدرق
- گوار
- لیقوان
- ملک‌کیان
- نعمت‌آباد
- هروی